# Magné (Viena)
Magné és un municipi francès situat al departament de la Viena i a la regió de la Nova Aquitània. L'any 2007 tenia 614 habitants.

## Demografia

### Població
El 2007 la població de fet de Magné era de 614 persones. Hi havia 250 famílies de les quals 64 eren unipersonals (32 homes vivint sols i 32 dones vivint soles), 79 parelles sense fills, 91 parelles amb fills i 16 famílies monoparentals amb fills.
La població ha evolucionat segons el següent gràfic:
Habitants censats

### Habitatges
El 2007 hi havia 303 habitatges, 251 eren l'habitatge principal de la família, 18 eren segones residències i 35 estaven desocupats. 296 eren cases i 6 eren apartaments. Dels 251 habitatges principals, 218 estaven ocupats pels seus propietaris, 24 estaven llogats i ocupats pels llogaters i 9 estaven cedits a títol gratuït; 2 tenien una cambra, 14 en tenien dues, 34 en tenien tres, 82 en tenien quatre i 120 en tenien cinc o més. 193 habitatges disposaven pel capbaix d'una plaça de pàrquing. A 113 habitatges hi havia un automòbil i a 124 n'hi havia dos o més.

### Piràmide de població
La piràmide de població per edats i sexe el 2009 era:
| Homes | Edats   | Dones |
| ----- | ------- | ----- |
| 0     | 95 o +  | 0     |
| 0     | 90 a 94 | 0     |
| 8     | 85 a 89 | 8     |
| 4     | 80 a 84 | 4     |
| 24    | 75 a 79 | 8     |
| 8     | 70 a 74 | 24    |
| 20    | 65 a 69 | 8     |
| 12    | 60 a 64 | 20    |
| 4     | 55 a 59 | 8     |
| 12    | 50 a 54 | 24    |
| 24    | 45 a 49 | 12    |
| 28    | 40 a 44 | 20    |
| 16    | 35 a 39 | 20    |
| 8     | 30 a 34 | 20    |
| 16    | 25 a 29 | 8     |
| 8     | 20 a 24 | 8     |
| 12    | 15 a 19 | 8     |
| 20    | 10 a 14 | 4     |
| 12    | 5 a 9   | 16    |
| 16    | 0 a 4   | 16    |

## Economia
El 2007 la població en edat de treballar era de 402 persones, 301 eren actives i 101 eren inactives. De les 301 persones actives 279 estaven ocupades (149 homes i 130 dones) i 22 estaven aturades (15 homes i 7 dones). De les 101 persones inactives 39 estaven jubilades, 41 estaven estudiant i 21 estaven classificades com a «altres inactius».

### Ingressos
El 2009 a Magné hi havia 253 unitats fiscals que integraven 627 persones, la mediana anual d'ingressos fiscals per persona era de 19.023 €.

### Activitats econòmiques
Dels 15 establiments que hi havia el 2007, 1 era d'una empresa de fabricació d'altres productes industrials, 6 d'empreses de construcció, 2 d'empreses de comerç i reparació d'automòbils, 1 d'una empresa de transport, 2 d'empreses immobiliàries, 1 d'una entitat de l'administració pública i 2 d'empreses classificades com a «altres activitats de serveis».
Dels 5 establiments de servei als particulars que hi havia el 2009, 1 era un guixaire pintor, 1 fusteria, 1 electricista, 1 perruqueria i 1 agència immobiliària.
L'any 2000 a Magné hi havia 32 explotacions agrícoles que ocupaven un total de 1.638 hectàrees.

## Equipaments sanitaris i escolars
El 2009 hi havia una escola elemental.

## Poblacions més properes
El següent diagrama mostra les poblacions més properes.